# Vildkanin
 "Kanin" omdirigeres hertil. For andre betydninger, se Kaniner.
Vildkanin eller europæisk vildkanin (Oryctolagus cuniculus) hører ligesom hare til ordenen støttetandede. Det betyder, at de bag de øverste fortænder har to ekstra tænder. Vildkanin har kortere bagben end hare, men minder ellers meget om denne. Kaninens ører er forholdsvis korte. De når kun ud til snudespidsen, mens harens når 2-3 centimeter udenfor. Vildkaniner vejer 1½-2 kg.
Kaniner foretrækker sandjord, men kan også træffes på let lerjord. De findes især hvor åbent terræn veksler med hegn, krat eller småskove, men træffes også i skov.
Deres føde er i vid udstrækning landbrugets dyrkede afgrøder, hvor de kan anrette betydelige skader.
Kaniner lever i kolonier og graver gange i jorden, ofte hele komplekser med flere udgange. I tæt bevoksning lever de undertiden helt eller delvis over jorden.
Ungerne er ved fødslen nøgne og blinde. De anbringes i en rede, der fores med strå og uld, som hunkaninen plukker af sin bug. Kaninen har stor formeringshastighed. Drægtighedstiden er 30 dage og der er 2-10 unger i et kuld.

## Bestanden i Danmark
Vildkaninens udbredelse er meget begrænset her i landet, men hvor den forekommer kan de ofte findes i store kolonier. Den forekommer i Sønderjylland, på Lolland og Bornholm samt en række mindre øer. Fotoet er fra Fanø, der sammen med Endelave som regel har en meget stor bestand. I Sønderjylland indvandrede vildkaninen naturligt i 1920'erne fra Tyskland, mens bestandene på øerne stammer fra udsætning. Bestandene på Lolland og Bornholm skyldes ulovlige udsætninger i henholdsvis 1974 og 1980.
Nordgrænsen for vildkaninens naturlige udbredelse går gennem Danmark. Bestandene er forholdsvis følsomme over for strenge vintre, så kaninen er en af de arter, der kan blive favoriseret af kommende klimaændringer. Bestandene er desuden følsomme for prædation, især fra ræv og ilder, og udbrud af forskellige virussygdomme, især kaninpest (myxomatose) og RVHD (rabbit viral haemorrhagic disease), der oftest bryder ud, når tætheden i bestanden bliver høj. Derfor svinger bestanden kraftigt fra år til.

## Jagt
Vildkanin har jagttid fra 1. september til 31. januar og må derudover reguleres hele året i egne, hvor den forvolder skade. Det årlige udbytte har i perioden 1993-2007 ligget ret stabilt på lidt over 5.000. I de seneste sæsoner er over halvdelen af det samlede udbytte kommet fra Endelave, mens udbyttet fra Sønderjylland og Fanø har ligget betydeligt under tidligere sæsoners niveau.